# Miłość we troje
Miłość we troje (Trzecia mieszczańska) (ros. Третья Мещанская (Любовь втроём); Trietja mieszczanskaja (Lubow' w trojom)) – radziecki czarno-biały komediodramat obyczajowy w reżyserii Abrama Rooma z 1927 roku oparty na podstawie scenariusza Wiktora Szkłowskiego, przedstawiający swobody obyczajowe w scenerii Moskwy. 
Na tle przeżyć mieszkających razem dwóch mężczyzn i jednej kobiety ukazano satyrycznie potraktowane studium porewolucyjnej swobody obyczajowej.
Film miał pokazywać obyczajowe przemiany zachodzące w młodym państwie sowieckim. Walka z tradycyjną "mieszczańską" moralnością, propagowanie wolnych związków i swobody erotycznej. Film ten przedstawia w sposób ironiczny obraz tradycyjnego małżeństwa kreując swobodę w traktowaniu wątku erotycznego.
Film ten wywołał żywą dyskusję, jako protest przeciwko mieszczańskiemu traktowaniu kobiety. Trójkąt miłosny głównych bohaterów ujawniał mieszczańską obyczajowość, krytykował przesądy, które są przeszkodą w kreowaniu nowego stylu życia.

## Obsada
- Nikołaj Batałow jako Nikołaj
- Ludmiła Siemionowa jako Ludmiła
- Władimir Fogiel jako Władimir
- Marija Jarocka